# Tauere
Tauere és un atol de les Tuamotu, a la Polinèsia Francesa, depenent administrativament d'Amanu, comuna associada a la comuna d'Hao. Està situat al centre i a l'est de l'arxipèlag, a 85 km al nord-oest d'Hao.

## Geografia
És un atol petit de forma quadrada, de 8 km de llarg, i una superfície total de 2 km². La llacuna interior, de 60 km², té dos passos a l'oceà. L'any 2007 tenia 7 habitants.

## Història
Va ser la desena illa que va descobrir Pedro Fernández de Quirós, el 1606, anomenant-la Dezena. El 1772 Domingo Bonechea l'anomena San Simón y Judas. Però va ser més conegut pel nom de Resolution, el nom del vaixell de James Cook que hi va arribar el 1773.